# Interlands Nederlands voetbalelftal 1920-1929
Deze pagina toont een chronologisch en gedetailleerd overzicht van de interlands die het Nederlands voetbalelftal heeft gespeeld in de periode 1920 – 1929.
In deze periode werden in totaal 61 interlands gespeeld, waarvan er 22 werden gewonnen, 17 gelijk eindigden en 22 werden verloren. De meeste wedstrijden waren vriendschappelijke wedstrijden, maar er werd ook driemaal gevoetbald om de olympische titel door Nederland: in 1920 in Antwerpen, 1924 in Parijs en in 1928 in Amsterdam.

## Interlands

### 1920
|                                                                        |                                     |       |            |                                                                                              |
| 5 april Vriendschappelijk № 46 «onderlinge duels» 14:30 uur (UTC+1:20) | Nederland                           | 2 – 0 | Denemarken | Het Nederlandsch Sportpark, Amsterdam Toeschouwers: 30.000 Scheidsrechter: Job Mutters (NED) |
| 5 april Vriendschappelijk № 46 «onderlinge duels» 14:30 uur (UTC+1:20) | Boelie Kessler 4' Jan de Natris 71' |       |            | Het Nederlandsch Sportpark, Amsterdam Toeschouwers: 30.000 Scheidsrechter: Job Mutters (NED) |

|                                                                    |                  |       |                |                                                                                |
| 13 mei Vriendschappelijk № 47 «onderlinge duels» 15:30 uur (UTC+1) | Italië           | 1 – 1 | Nederland      | Stadio Comunale, Genua Toeschouwers: 11.000 Scheidsrechter: Eugène Stutz (SUI) |
| 13 mei Vriendschappelijk № 47 «onderlinge duels» 15:30 uur (UTC+1) | Enrico Sardi 88' |       | 42' Dé Kessler | Stadio Comunale, Genua Toeschouwers: 11.000 Scheidsrechter: Eugène Stutz (SUI) |

|                                                                    |                                    |       |                   |                                                                                 |
| 16 mei Vriendschappelijk № 48 «onderlinge duels» 15:00 uur (UTC+1) | Zwitserland                        | 2 – 1 | Nederland         | Stadion Landhof, Basel Toeschouwers: 7.000 Scheidsrechter: Giovanni Mauro (ITA) |
| 16 mei Vriendschappelijk № 48 «onderlinge duels» 15:00 uur (UTC+1) | Kurt Friedrich 68' Oskar Merkt 70' |       | 40' Jan de Natris | Stadion Landhof, Basel Toeschouwers: 7.000 Scheidsrechter: Giovanni Mauro (ITA) |

| Olympische Spelen 1920 |
| ---------------------- |

|                                                                                      |                                         |       |           |                                                                             |
| 28 augustus Olympische Spelen Eerste ronde № 49 «onderlinge duels» 17:30 uur (UTC+1) | Nederland                               | 3 – 0 | Luxemburg | Dudenpark, Vorst Toeschouwers: 3.000 Scheidsrechter: Georges Hubrecht (BEL) |
| 28 augustus Olympische Spelen Eerste ronde № 49 «onderlinge duels» 17:30 uur (UTC+1) | Jaap Bulder 30' Ber Groosjohan 47', 85' |       |           | Dudenpark, Vorst Toeschouwers: 3.000 Scheidsrechter: Georges Hubrecht (BEL) |

|                                                                                        |                                                                        |       |                                                            |                                                                                    |
| 29 augustus Olympische Spelen Achtste finale № 50 «onderlinge duels» 10:00 uur (UTC+1) | Nederland                                                              | 5 – 4 | Zweden                                                     | Olympisch Stadion, Antwerpen Toeschouwers: 3.000 Scheidsrechter: Josef Fanta (TCH) |
| 29 augustus Olympische Spelen Achtste finale № 50 «onderlinge duels» 10:00 uur (UTC+1) | Ber Groosjohan 11', 49' Jaap Bulder 69', 86' (pen.) Jan de Natris 112' |       | 16', 30' Herbert Carlsson 17' Albert Olsson 61' Albin Dahl | Olympisch Stadion, Antwerpen Toeschouwers: 3.000 Scheidsrechter: Josef Fanta (TCH) |

|                                                                                     |                                                       |       |           |                                                                                    |
| 31 augustus Olympische Spelen Kwartfinale № 51 «onderlinge duels» 17:30 uur (UTC+1) | België                                                | 3 – 0 | Nederland | Olympisch Stadion, Antwerpen Toeschouwers: 22.000 Scheidsrechter: John Lewis (ENG) |
| 31 augustus Olympische Spelen Kwartfinale № 51 «onderlinge duels» 17:30 uur (UTC+1) | Rik Larnoe 46' Louis Van Hege 55' Mathieu Bragard 85' |       |           | Olympisch Stadion, Antwerpen Toeschouwers: 22.000 Scheidsrechter: John Lewis (ENG) |

|                                                                                        |                    |       |                                     |                                                                                   |
| 5 september Olympische Spelen Bronzen finale № 52 «onderlinge duels» 15:00 uur (UTC+1) | Nederland          | 1 – 3 | Spanje                              | Olympisch Stadion, Antwerpen Toeschouwers: 14.000 Scheidsrechter: Paul Putz (BEL) |
| 5 september Olympische Spelen Bronzen finale № 52 «onderlinge duels» 15:00 uur (UTC+1) | Ber Groosjohan 72' |       | 7', 35' Félix Sesúmaga 68' Pichichi | Olympisch Stadion, Antwerpen Toeschouwers: 14.000 Scheidsrechter: Paul Putz (BEL) |

|  |  |  |  |  |  |  |  |  |

### 1921
|                                                                         |                                    |       |             |                                                                                            |
| 28 maart Vriendschappelijk № 53 «onderlinge duels» 14:30 uur (UTC+0:20) | Nederland                          | 2 – 0 | Zwitserland | Het Oude Stadion, Amsterdam Toeschouwers: 28.000 Scheidsrechter: Hagbard Vestergaard (DEN) |
| 28 maart Vriendschappelijk № 53 «onderlinge duels» 14:30 uur (UTC+0:20) | Boelie Kessler 2' Wim Gupffert 15' |       |             | Het Oude Stadion, Amsterdam Toeschouwers: 28.000 Scheidsrechter: Hagbard Vestergaard (DEN) |

|                                                                      |                                          |       |                                  |                                                                                                  |
| 8 mei Vriendschappelijk № 54 «onderlinge duels» 14:30 uur (UTC+0:20) | Italië                                   | 2 – 2 | Nederland                        | Het Nederlandsch Sportpark, Amsterdam Toeschouwers: 30.000 Scheidsrechter: Charles Barette (BEL) |
| 8 mei Vriendschappelijk № 54 «onderlinge duels» 14:30 uur (UTC+0:20) | Giuseppe Forlivesi 2' Luigi Cevenini 49' |       | 80' Jan van Gendt 84' Dé Kessler | Het Nederlandsch Sportpark, Amsterdam Toeschouwers: 30.000 Scheidsrechter: Charles Barette (BEL) |

|                                                                                           |                     |       |                |                                                                                         |
| 15 mei Vriendschappelijk 25-jarig jubileum KBVB № 55 «onderlinge duels» 15:00 uur (UTC+1) | België              | 1 – 1 | Nederland      | Olympisch Stadion, Antwerpen Toeschouwers: 30.000 Scheidsrechter: Charles Barette (BEL) |
| 15 mei Vriendschappelijk 25-jarig jubileum KBVB № 55 «onderlinge duels» 15:00 uur (UTC+1) | Mathieu Bragard 49' |       | 60' Dé Kessler | Olympisch Stadion, Antwerpen Toeschouwers: 30.000 Scheidsrechter: Charles Barette (BEL) |

|                                                                     |                  |       |                   |                                                                                           |
| 12 juni Vriendschappelijk № 56 «onderlinge duels» 13:30 uur (UTC+1) | Denemarken       | 1 – 1 | Nederland         | Københavns Idrætspark, Kopenhagen Toeschouwers: 20.000 Scheidsrechter: Ernst Albihn (SWE) |
| 12 juni Vriendschappelijk № 56 «onderlinge duels» 13:30 uur (UTC+1) | Harry Hansen 76' |       | 54' Jan van Gendt | Københavns Idrætspark, Kopenhagen Toeschouwers: 20.000 Scheidsrechter: Ernst Albihn (SWE) |

|                                                                       |           |                                                      |           |                                                              |
| 13 november Vriendschappelijk № 57 «onderlinge duels» 14:30 uur (UTC) | Frankrijk | 0 – 5                                                | Nederland | Stade Pershing, Parijs Scheidsrechter: Charles Barette (BEL) |
| 13 november Vriendschappelijk № 57 «onderlinge duels» 14:30 uur (UTC) |           | 30', 52', 87' Jan van Gendt 69', 85' Harry Rodermond |           | Stade Pershing, Parijs Scheidsrechter: Charles Barette (BEL) |

### 1922
|                                                                                          |                                                                |       |           |                                                                                      |
| 26 maart Vriendschappelijk Coupe Vanden Abeele № 58 «onderlinge duels» 15:00 uur (UTC+1) | België                                                         | 4 – 0 | Nederland | Olympisch Stadion, Antwerpen Toeschouwers: 40.000 Scheidsrechter: Claud Newman (ENG) |
| 26 maart Vriendschappelijk Coupe Vanden Abeele № 58 «onderlinge duels» 15:00 uur (UTC+1) | Rik Larnoe 14', 86' Jacques Van De Velde 37' Robert Coppée 47' |       |           | Olympisch Stadion, Antwerpen Toeschouwers: 40.000 Scheidsrechter: Claud Newman (ENG) |

|                                                                         |                                    |       |            |                                                                                             |
| 17 april Vriendschappelijk № 59 «onderlinge duels» 14:30 uur (UTC+1:20) | Nederland                          | 2 – 0 | Denemarken | Het Nederlandsch Sportpark, Amsterdam Toeschouwers: 30.000 Scheidsrechter: Hugo Meisl (AUT) |
| 17 april Vriendschappelijk № 59 «onderlinge duels» 14:30 uur (UTC+1:20) | Harry Rodermond 4' Appie Groen 60' |       |            | Het Nederlandsch Sportpark, Amsterdam Toeschouwers: 30.000 Scheidsrechter: Hugo Meisl (AUT) |

| |                 |       |                                          |                                                                                                 |
| 7 mei Vriendschappelijk Rotterdamsch Nieuwsblad Beker № 60 «onderlinge duels» 14:30 uur (UTC+0:20) | Nederland       | 1 – 2 | België                                   | Het Nederlandsch Sportpark, Amsterdam Toeschouwers: 29.730 Scheidsrechter: Louis Fourgous (FRA) |
| 7 mei Vriendschappelijk Rotterdamsch Nieuwsblad Beker № 60 «onderlinge duels» 14:30 uur (UTC+0:20) | Jaap Bulder 88' |       | 8' (e.d.) Harry Dénis 42' Georges Michel | Het Nederlandsch Sportpark, Amsterdam Toeschouwers: 29.730 Scheidsrechter: Louis Fourgous (FRA) |

|                                                                     |                                                                                       |       |           |                                                                                    |
| 19 november Vriendschappelijk № 61 «onderlinge duels» 14:30 (UTC+1) | Zwitserland                                                                           | 5 – 0 | Nederland | Sportplatz Spitalacker, Bern Toeschouwers: 12.000 Scheidsrechter: Hugo Meisl (AUT) |
| 19 november Vriendschappelijk № 61 «onderlinge duels» 14:30 (UTC+1) | Max Abegglen 10' Robert Pache 15' Albert Leiber 58' Max Abegglen 65' Max Abegglen 87' |       |           | Sportplatz Spitalacker, Bern Toeschouwers: 12.000 Scheidsrechter: Hugo Meisl (AUT) |

### 1923
|                                                                        |                                                                                                   |       |                |                                                                                               |
| 2 april Vriendschappelijk № 62 «onderlinge duels» 14:30 uur (UTC+0:20) | Nederland                                                                                         | 8 – 1 | Frankrijk      | Het Nederlandsch Sportpark, Amsterdam Toeschouwers: 30.000 Scheidsrechter: Einer Ulrich (DEN) |
| 2 april Vriendschappelijk № 62 «onderlinge duels» 14:30 uur (UTC+0:20) | Wim Roetert 1', 18' Evert van Linge 15', 55' Jaap Bulder 44' Wim Addicks 53', 81' Jaap Bulder 86' |       | 82' Henri Bard | Het Nederlandsch Sportpark, Amsterdam Toeschouwers: 30.000 Scheidsrechter: Einer Ulrich (DEN) |

| |                  |       |               |                                                                                               |
| 29 april Vriendschappelijk Rotterdamsch Nieuwsblad Beker № 63 «onderlinge duels» 14:30 uur (UTC+0:20) | Nederland        | 1 – 1 | België        | Het Nederlandsch Sportpark, Amsterdam Toeschouwers: 30.000 Scheidsrechter: Ernst Albihn (SWE) |
| 29 april Vriendschappelijk Rotterdamsch Nieuwsblad Beker № 63 «onderlinge duels» 14:30 uur (UTC+0:20) | Dolf Heijnen 68' |       | 34' Ivan Thys | Het Nederlandsch Sportpark, Amsterdam Toeschouwers: 30.000 Scheidsrechter: Ernst Albihn (SWE) |

|                                                                    |           |       |           |                                                                                      |
| 10 mei Vriendschappelijk № 64 «onderlinge duels» 16:00 uur (UTC+1) | Duitsland | 0 – 0 | Nederland | Stadion Hoheluft, Hamburg Toeschouwers: 25.000 Scheidsrechter: Artur Björklund (SWE) |
| 10 mei Vriendschappelijk № 64 «onderlinge duels» 16:00 uur (UTC+1) |           |       |           | Stadion Hoheluft, Hamburg Toeschouwers: 25.000 Scheidsrechter: Artur Björklund (SWE) |

|                                                                            |                                                     |       |                      |                                                                                           |
| 25 november Vriendschappelijk № 65 «onderlinge duels» 14:00 uur (UTC+0:20) | Nederland                                           | 4 – 1 | Zwitserland          | Het Oude Stadion, Amsterdam Toeschouwers: 25.000 Scheidsrechter: Heinrich Retschury (AUT) |
| 25 november Vriendschappelijk № 65 «onderlinge duels» 14:00 uur (UTC+0:20) | Dick Sigmond 28' Rat Verlegh 34', 46' Peer Krom 87' |       | 82' Paul De Lavallaz | Het Oude Stadion, Amsterdam Toeschouwers: 25.000 Scheidsrechter: Heinrich Retschury (AUT) |

### 1924
|                                                                         |               |       |                   |                                                                                               |
| 23 maart Vriendschappelijk № 66 «onderlinge duels» 14:30 uur (UTC+0:20) | Nederland     | 1 – 1 | België            | Het Nederlandsch Sportpark, Amsterdam Toeschouwers: 30.000 Scheidsrechter: Per Andersen (NOR) |
| 23 maart Vriendschappelijk № 66 «onderlinge duels» 14:30 uur (UTC+0:20) | Kees Pijl 28' |       | 13' Robert Coppée | Het Nederlandsch Sportpark, Amsterdam Toeschouwers: 30.000 Scheidsrechter: Per Andersen (NOR) |

|                                                                         |           |               |           |                                                                                               |
| 21 april Vriendschappelijk № 67 «onderlinge duels» 14:30 uur (UTC+1:20) | Nederland | 0 – 1         | Duitsland | Het Nederlandsch Sportpark, Amsterdam Toeschouwers: 26.000 Scheidsrechter: Félix Herren (SUI) |
| 21 april Vriendschappelijk № 67 «onderlinge duels» 14:30 uur (UTC+1:20) |           | 14' Karl Auer |           | Het Nederlandsch Sportpark, Amsterdam Toeschouwers: 26.000 Scheidsrechter: Félix Herren (SUI) |

|                                                                                          |               |       |                   |                                                                                         |
| 27 april Vriendschappelijk Coupe Vanden Abeele № 68 «onderlinge duels» 15:00 uur (UTC+1) | Nederland     | 1 – 1 | België            | Olympisch Stadion, Antwerpen Toeschouwers: 30.000 Scheidsrechter: Harry Kingscott (ENG) |
| 27 april Vriendschappelijk Coupe Vanden Abeele № 68 «onderlinge duels» 15:00 uur (UTC+1) | Ivan Thys 78' |       | 74' Gerrit Visser | Olympisch Stadion, Antwerpen Toeschouwers: 30.000 Scheidsrechter: Harry Kingscott (ENG) |

| Olympische Spelen 1924 |
| ---------------------- |

|                                                                                   |                                                                           |       |          |                                                                                            |
| 27 mei Olympische Spelen Achtste finale № 69 «onderlinge duels» 16:00 uur (UTC+1) | Nederland                                                                 | 6 – 0 | Roemenië | Stade Olympique de Colombes, Parijs Toeschouwers: 1.840 Scheidsrechter: Félix Herren (SUI) |
| 27 mei Olympische Spelen Achtste finale № 69 «onderlinge duels» 16:00 uur (UTC+1) | Albert Snouck Hurgronje 8' Kees Pijl 28', 52', 60', 67' Jan de Natris 80' |       |          | Stade Olympique de Colombes, Parijs Toeschouwers: 1.840 Scheidsrechter: Félix Herren (SUI) |

|                                                                                |                 |              |                                   |                                                                                         |
| 2 juni Olympische Spelen Kwartfinale № 70 «onderlinge duels» 17:00 uur (UTC+1) | Ierse Vrijstaat | 1 – 2 (n.v.) | Nederland                         | Stade de Paris, Saint-Ouen Toeschouwers: 1.506 Scheidsrechter: Heinrich Retschury (AUT) |
| 2 juni Olympische Spelen Kwartfinale № 70 «onderlinge duels» 17:00 uur (UTC+1) | Frank Ghent 33' |              | 7' Ok Formenoij 104' Ok Formenoij | Stade de Paris, Saint-Ouen Toeschouwers: 1.506 Scheidsrechter: Heinrich Retschury (AUT) |

|                                                                                 |                                         |       |               |                                                                                             |
| 6 juni Olympische Spelen Halve finale № 71 «onderlinge duels» 17:30 uur (UTC+1) | Uruguay                                 | 2 – 1 | Nederland     | Stade Olympique de Colombes, Parijs Toeschouwers: 7.088 Scheidsrechter: Gaston Vallat (FRA) |
| 6 juni Olympische Spelen Halve finale № 71 «onderlinge duels» 17:30 uur (UTC+1) | Pedro Cea 62' Héctor Scarone 81' (pen.) |       | 32' Kees Pijl | Stade Olympique de Colombes, Parijs Toeschouwers: 7.088 Scheidsrechter: Gaston Vallat (FRA) |

|                                                                                   |                    |       |                  |                                                                                                  |
| 8 juni Olympische Spelen Bronzen finale № 72 «onderlinge duels» 16:00 uur (UTC+1) | Nederland          | 1 – 1 | Zweden           | Stade Olympique de Colombes, Parijs Toeschouwers: 9.915 Scheidsrechter: Heinrich Retschury (AUT) |
| 8 juni Olympische Spelen Bronzen finale № 72 «onderlinge duels» 16:00 uur (UTC+1) | André le Fèvre 77' |       | 44' Per Kaufeldt | Stade Olympique de Colombes, Parijs Toeschouwers: 9.915 Scheidsrechter: Heinrich Retschury (AUT) |

|                                                                                   |                         |       |                                          |                                                                                                |
| 9 juni Olympische Spelen Bronzen finale № 73 «onderlinge duels» 14:30 uur (UTC+1) | Nederland               | 1 – 3 | Zweden                                   | Stade Olympique de Colombes, Parijs Toeschouwers: 40.522 Scheidsrechter: Yussuf Muhammad (EGY) |
| 9 juni Olympische Spelen Bronzen finale № 73 «onderlinge duels» 14:30 uur (UTC+1) | Ok Formenoij 44' (pen.) |       | 34', 77' Sven Rydell 42' Evert Lundquist | Stade Olympique de Colombes, Parijs Toeschouwers: 40.522 Scheidsrechter: Yussuf Muhammad (EGY) |

|  |  |  |  |  |  |  |  |  |

|                                                                           |                                  |       |                 |                                                                                               |
| 2 november Vriendschappelijk № 74 «onderlinge duels» 14:30 uur (UTC+0:20) | Nederland                        | 2 – 1 | Zuid-Afrika     | Het Nederlandsch Sportpark, Amsterdam Toeschouwers: 26.000 Scheidsrechter: Peco Bauwens (GER) |
| 2 november Vriendschappelijk № 74 «onderlinge duels» 14:30 uur (UTC+0:20) | Wim Volkers 9' Jan de Natris 19' |       | 20' John Murray | Het Nederlandsch Sportpark, Amsterdam Toeschouwers: 26.000 Scheidsrechter: Peco Bauwens (GER) |

### 1925
|                                                                                        |        |                                       |           |                                                                                         |
| 15 maart Vriendschappelijk Coupe Vanden Abeele № 75 «onderlinge duels» 15:00 uur (UTC) | België | 0 – 1                                 | Nederland | Olympisch Stadion, Antwerpen Toeschouwers: 30.000 Scheidsrechter: Harry Kingscott (ENG) |
| 15 maart Vriendschappelijk Coupe Vanden Abeele № 75 «onderlinge duels» 15:00 uur (UTC) |        | 64' Charles van Baar van Slangenburgh |           | Olympisch Stadion, Antwerpen Toeschouwers: 30.000 Scheidsrechter: Harry Kingscott (ENG) |

|                                                                         |                                   |       |              |                                                                                               |
| 29 maart Vriendschappelijk № 76 «onderlinge duels» 14:30 uur (UTC+0:20) | Nederland                         | 2 – 1 | Duitsland    | Het Nederlandsch Sportpark, Amsterdam Toeschouwers: 30.000 Scheidsrechter: Félix Herren (SUI) |
| 29 maart Vriendschappelijk № 76 «onderlinge duels» 14:30 uur (UTC+0:20) | Rieks de Haas 34' Wim Volkers 51' |       | 78' Kurt Voß | Het Nederlandsch Sportpark, Amsterdam Toeschouwers: 30.000 Scheidsrechter: Félix Herren (SUI) |

|                                                                  |                                                                                |       |                   |                                                                                         |
| 19 april Vriendschappelijk № 77 «onderlinge duels» 16:00 (UTC+1) | Zwitserland                                                                    | 4 – 1 | Nederland         | Sportplatz Förrlibuck, Zürich Toeschouwers: 20.000 Scheidsrechter: Marcel Slawick (FRA) |
| 19 april Vriendschappelijk № 77 «onderlinge duels» 16:00 (UTC+1) | Paolo Sturzenegger 15' Oskar Hürzeler 28' Jean Abegglen 52' Oskar Hürzeler 67' |       | 2' Wout Buitenweg | Sportplatz Förrlibuck, Zürich Toeschouwers: 20.000 Scheidsrechter: Marcel Slawick (FRA) |

|                                                                        |                                                                       |       |        | |
| 3 maart Vriendschappelijk № 78 «onderlinge duels» 14:30 uur (UTC+0:20) | Nederland                                                             | 5 – 0 | België | Het Nederlandsch Sportpark, Amsterdam Toeschouwers: 30.000 Scheidsrechter: Heinrich Retschury (AUT) |
| 3 maart Vriendschappelijk № 78 «onderlinge duels» 14:30 uur (UTC+0:20) | Wout Buitenweg 1', 6', 81' Charles van Baar van Slangenburgh 55', 57' |       |        | Het Nederlandsch Sportpark, Amsterdam Toeschouwers: 30.000 Scheidsrechter: Heinrich Retschury (AUT) |

|                                                                           |                                                                           |       |                                       |                                                                                               |
| 25 oktober Vriendschappelijk № 79 «onderlinge duels» 14:00 uur (UTC+1:20) | Nederland                                                                 | 4 – 2 | Denemarken                            | Het Nederlandsch Sportpark, Amsterdam Toeschouwers: 30.000 Scheidsrechter: Peco Bauwens (GER) |
| 25 oktober Vriendschappelijk № 79 «onderlinge duels» 14:00 uur (UTC+1:20) | Wim Tap 41' Charles van Baar van Slangenburgh 48', 49' Wout Buitenweg 73' |       | 61' Ernst Nilsson 88' Viggo Jørgensen | Het Nederlandsch Sportpark, Amsterdam Toeschouwers: 30.000 Scheidsrechter: Peco Bauwens (GER) |

### 1926
|                                                                                      |                     |       |            |                                                                                   |
| 14 maart Vriendschappelijk Coupe De Laveleye № 80 «onderlinge duels» 15:00 uur (UTC) | België              | 1 – 1 | Nederland  | Bosuilstadion, Antwerpen Toeschouwers: 30.000 Scheidsrechter: William Lucas (ENG) |
| 14 maart Vriendschappelijk Coupe De Laveleye № 80 «onderlinge duels» 15:00 uur (UTC) | Ferdinand Adams 50' |       | 3' Wim Tap | Bosuilstadion, Antwerpen Toeschouwers: 30.000 Scheidsrechter: William Lucas (ENG) |

|                                                                     |                                                                                       |       |             |                                                                                       |
| 28 maart Vriendschappelijk № 81 «onderlinge duels» 14:30 (UTC+1:20) | Nederland                                                                             | 5 – 0 | Zwitserland | Het Oude Stadion, Amsterdam Toeschouwers: 30.000 Scheidsrechter: Axel Bergqvist (SWE) |
| 28 maart Vriendschappelijk № 81 «onderlinge duels» 14:30 (UTC+1:20) | Kees Pijl 3' Eef Ruisch 15' Evert van Linge 32' (pen.) Eef Ruisch 38' Jan Gielens 86' |       |             | Het Oude Stadion, Amsterdam Toeschouwers: 30.000 Scheidsrechter: Axel Bergqvist (SWE) |

|                                                                      |                                               |       |                               |                                                                                      |
| 18 april Vriendschappelijk № 82 «onderlinge duels» 16:00 uur (UTC+1) | Duitsland                                     | 4 – 2 | Nederland                     | Rheinstadion, Düsseldorf Toeschouwers: 60.000 Scheidsrechter: Lauritz Andersen (DEN) |
| 18 april Vriendschappelijk № 82 «onderlinge duels» 16:00 uur (UTC+1) | Josef Pöttinger 17', 43', 85' Otto Harder 79' |       | 20' Wim Tap 71' Terus Küchlin | Rheinstadion, Düsseldorf Toeschouwers: 60.000 Scheidsrechter: Lauritz Andersen (DEN) |

|                                                                      |             |       |                                                                                |                                                                                               |
| 2 mei Vriendschappelijk № 83 «onderlinge duels» 14:30 uur (UTC+0:20) | Nederland   | 1 – 5 | België                                                                         | Het Nederlandsch Sportpark, Amsterdam Toeschouwers: 30.000 Scheidsrechter: Félix Herren (SUI) |
| 2 mei Vriendschappelijk № 83 «onderlinge duels» 14:30 uur (UTC+0:20) | Wim Tap 38' |       | 41' Raymond Braine 47' Jan Diddens 48', 67' Ferdinand Adams 61' Maurice Gillis | Het Nederlandsch Sportpark, Amsterdam Toeschouwers: 30.000 Scheidsrechter: Félix Herren (SUI) |

|                                                                     |                                                 |       |                    |                                                                                          |
| 13 juni Vriendschappelijk № 84 «onderlinge duels» 13:30 uur (UTC+1) | Denemarken                                      | 4 – 1 | Nederland          | Københavns Idrætspark, Kopenhagen Toeschouwers: 19.000 Scheidsrechter: Otto Olsson (SWE) |
| 13 juni Vriendschappelijk № 84 «onderlinge duels» 13:30 uur (UTC+1) | Steen Blicher 33' Viggo Jørgensen 44', 58', 84' |       | 60' Wout Buitenweg | Københavns Idrætspark, Kopenhagen Toeschouwers: 19.000 Scheidsrechter: Otto Olsson (SWE) |

|                                                                       |                  |       |                                                          | |
| 31 oktober Vriendschappelijk № 85 «onderlinge duels» 14:00 uur (UTC+) | Nederland        | 2 – 3 | Duitsland                                                | Het Nederlandsch Sportpark, Amsterdam Toeschouwers: 30.000 Scheidsrechter: Albert Prince-Cox (ENG) |
| 31 oktober Vriendschappelijk № 85 «onderlinge duels» 14:00 uur (UTC+) | Wim Tap 16', 89' |       | 32' Ludwig Wieder 43' Otto Harder 85' (e.d.) Rat Verlegh | Het Nederlandsch Sportpark, Amsterdam Toeschouwers: 30.000 Scheidsrechter: Albert Prince-Cox (ENG) |

### 1927
|                                                                                      |                                      |       |           |                                                                                |
| 13 maart Vriendschappelijk Coupe De Laveleye № 86 «onderlinge duels» 15:00 uur (UTC) | België                               | 2 – 0 | Nederland | Bosuilstadion, Antwerpen Toeschouwers: .000 Scheidsrechter: Stanley Rous (ENG) |
| 13 maart Vriendschappelijk Coupe De Laveleye № 86 «onderlinge duels» 15:00 uur (UTC) | Henri Bierna 40' Ferdinand Adams 81' |       |           | Bosuilstadion, Antwerpen Toeschouwers: .000 Scheidsrechter: Stanley Rous (ENG) |

|                                                                         |                                                                                   |       |                         |                                                                                               |
| 18 april Vriendschappelijk № 87 «onderlinge duels» 15:00 uur (UTC+0:20) | Nederland                                                                         | 8 – 1 | Tsjecho-Slowakije (am.) | Het Nederlandsch Sportpark, Amsterdam Toeschouwers: 30.000 Scheidsrechter: Peco Bauwens (GER) |
| 18 april Vriendschappelijk № 87 «onderlinge duels» 15:00 uur (UTC+0:20) | Leo Ghering 12', 39', 59' Pierre Massy 20', 63' Wim Tap 37', 57' Felix Smeets 46' |       | 81' Martin Janhuber     | Het Nederlandsch Sportpark, Amsterdam Toeschouwers: 30.000 Scheidsrechter: Peco Bauwens (GER) |

|                                                                      |                                 |       |                                     |                                                                                               |
| 1 mei Vriendschappelijk № 88 «onderlinge duels» 14:30 uur (UTC+0:20) | Nederland                       | 3 – 2 | België                              | Het Nederlandsch Sportpark, Amsterdam Toeschouwers: 30.000 Scheidsrechter: Stanley Rous (ENG) |
| 1 mei Vriendschappelijk № 88 «onderlinge duels» 14:30 uur (UTC+0:20) | Wim Tap 7', 39' Jan Diddens 50' |       | 55' Raymond Braine 65' Pierre Massy | Het Nederlandsch Sportpark, Amsterdam Toeschouwers: 30.000 Scheidsrechter: Stanley Rous (ENG) |

|                                                                     |                  |       |                 |                                                                                             |
| 12 juni Vriendschappelijk № 89 «onderlinge duels» 13:30 uur (UTC+1) | Denemarken       | 1 – 1 | Nederland       | Københavns Idrætspark, Kopenhagen Toeschouwers: 21.000 Scheidsrechter: Axel Bergqvist (SWE) |
| 12 juni Vriendschappelijk № 89 «onderlinge duels» 13:30 uur (UTC+1) | Henry Hansen 49' |       | 28' Jan Elfring | Københavns Idrætspark, Kopenhagen Toeschouwers: 21.000 Scheidsrechter: Axel Bergqvist (SWE) |

|                                                                           |                 |       |        |                                                                                                  |
| 13 november Vriendschappelijk № 90 «onderlinge duels» 14:00 uur (UTC+:20) | Nederland       | 1 – 0 | Zweden | Het Nederlandsch Sportpark, Amsterdam Toeschouwers: 30.000 Scheidsrechter: Harry Kingscott (END) |
| 13 november Vriendschappelijk № 90 «onderlinge duels» 14:00 uur (UTC+:20) | Leo Ghering 85' |       |        | Het Nederlandsch Sportpark, Amsterdam Toeschouwers: 30.000 Scheidsrechter: Harry Kingscott (END) |

|                                                                         |                          |       |                                 |                                                                                            |
| 20 november Vriendschappelijk № 91 «onderlinge duels» 14:00 uur (UTC+1) | Duitsland                | 2 – 2 | Nederland                       | Müngersdorfer Stadion, Keulen Toeschouwers: 60.000 Scheidsrechter: Albert Prince-Cox (ENG) |
| 20 november Vriendschappelijk № 91 «onderlinge duels» 14:00 uur (UTC+1) | Josef Pöttinger 46', 70' |       | 38' Jaap Weber 82' Felix Smeets | Müngersdorfer Stadion, Keulen Toeschouwers: 60.000 Scheidsrechter: Albert Prince-Cox (ENG) |

### 1928
|                                                                    |             |       |                    |                                                                                           |
| 11 maart Vriendschappelijk № 92 «onderlinge duels» 14:00 uur (UTC) | Nederland   | 1 – 1 | België             | Het Nederlandsch Sportpark, Amsterdam Toeschouwers: 30.000 Scheidsrechter: Tom Crew (ENG) |
| 11 maart Vriendschappelijk № 92 «onderlinge duels» 14:00 uur (UTC) | Wim Tap 41' |       | 63' Raymond Braine | Het Nederlandsch Sportpark, Amsterdam Toeschouwers: 30.000 Scheidsrechter: Tom Crew (ENG) |

|                                                                   |                      |       |           |                                                                                 |
| 1 april Vriendschappelijk № 93 «onderlinge duels» 15:00 uur (UTC) | België               | 1 – 0 | Nederland | Bosuilstadion, Antwerpen Toeschouwers: 40.000 Scheidsrechter: Eugen Braun (AUT) |
| 1 april Vriendschappelijk № 93 «onderlinge duels» 15:00 uur (UTC) | Jacques Moeschal 74' |       |           | Bosuilstadion, Antwerpen Toeschouwers: 40.000 Scheidsrechter: Eugen Braun (AUT) |

|                                                                         |                               |       |            |                                                                                               |
| 22 april Vriendschappelijk № 94 «onderlinge duels» 14:30 uur (UTC+1:20) | Nederland                     | 2 – 0 | Denemarken | Het Nederlandsch Sportpark, Amsterdam Toeschouwers: 30.000 Scheidsrechter: Peco Bauwens (GER) |
| 22 april Vriendschappelijk № 94 «onderlinge duels» 14:30 uur (UTC+1:20) | Jan Elfring 13' Cor Kools 63' |       |            | Het Nederlandsch Sportpark, Amsterdam Toeschouwers: 30.000 Scheidsrechter: Peco Bauwens (GER) |

|                                                               |                                       |       |                  |                                                                                  |
| 6 mei Vriendschappelijk № 95 «onderlinge duels» 15:00 (UTC+1) | Zwitserland                           | 2 – 1 | Nederland        | Sportplatz Rankhof, Bazel Toeschouwers: 20.000 Scheidsrechter: Eugen Braun (AUT) |
| 6 mei Vriendschappelijk № 95 «onderlinge duels» 15:00 (UTC+1) | Gaston Tschirren 44' Max Abegglen 46' |       | 41' Felix Smeets | Sportplatz Rankhof, Bazel Toeschouwers: 20.000 Scheidsrechter: Eugen Braun (AUT) |

| Olympische Spelen 1928 |
| ---------------------- |

|                                                                                      |           |                                         |         |                                                                                       |
| 30 mei Olympische Spelen Achtste finale № 96 «onderlinge duels» 19:00 uur (UTC+1:20) | Nederland | 0 – 2                                   | Uruguay | Olympisch Stadion, Amsterdam Toeschouwers: 24.727 Scheidsrechter: John Langenus (BEL) |
| 30 mei Olympische Spelen Achtste finale № 96 «onderlinge duels» 19:00 uur (UTC+1:20) |           | 20' Héctor Scarone 86' Santos Urdinarán |         | Olympisch Stadion, Amsterdam Toeschouwers: 24.727 Scheidsrechter: John Langenus (BEL) |

|                                                                                   |                                            |       |                   |                                                                                     |
| 5 juni Olympische Spelen Troostronde № 97 «onderlinge duels» 18:00 uur (UTC+1:20) | Nederland                                  | 3 – 1 | België            | Stadion Spangen, Rotterdam Toeschouwers: 20.000 Scheidsrechter: Gamma Malcher (ITA) |
| 5 juni Olympische Spelen Troostronde № 97 «onderlinge duels» 18:00 uur (UTC+1:20) | Leo Ghering 4' Felix Smeets 6' Wim Tap 63' |       | Pierre Braine 85' | Stadion Spangen, Rotterdam Toeschouwers: 20.000 Scheidsrechter: Gamma Malcher (ITA) |

|                                                                                     |                                  |       |                                           |                                                                                          |
| 8 juni Olympische Spelen Finale troostronde «onderlinge duels» 19:00 uur (UTC+1:20) | Nederland                        | 2 – 2 | Chili                                     | Stadion Spangen, Rotterdam Toeschouwers: 18.000 Scheidsrechter: Guillermo Comorera (ESP) |
| 8 juni Olympische Spelen Finale troostronde «onderlinge duels» 19:00 uur (UTC+1:20) | Leo Ghering 59' Felix Smeets 66' |       | 55' Manuel Bravo Paredes 89' Óscar Alfaro | Stadion Spangen, Rotterdam Toeschouwers: 18.000 Scheidsrechter: Guillermo Comorera (ESP) |

|  |  |  |  |  |  |  |  |  |

|                                                                        |                    |       |                                              |                                                                                   |
| 14 juni Vriendschappelijk № 99 «onderlinge duels» 19:00 uur (UTC+1:20) | Nederland          | 1 – 2 | Egypte                                       | Stadion Spangen, Rotterdam Toeschouwers: .000 Scheidsrechter: Max Foltynski (NID) |
| 14 juni Vriendschappelijk № 99 «onderlinge duels» 19:00 uur (UTC+1:20) | Maarten Grobbe 74' |       | 31' Ismail El-Sayed 50' Mahmoud Ismail Hooda | Stadion Spangen, Rotterdam Toeschouwers: .000 Scheidsrechter: Max Foltynski (NID) |

|                                                                            |                         |       |                    |                                                                                       |
| 4 november Vriendschappelijk № 100 «onderlinge duels» 14:00 uur (UTC+0:20) | Nederland               | 1 – 1 | België             | Olympisch Stadion, Amsterdam Toeschouwers: 30.000 Scheidsrechter: Achilles Gama (ITA) |
| 4 november Vriendschappelijk № 100 «onderlinge duels» 14:00 uur (UTC+0:20) | Dolf van Kol 35' (pen.) |       | 12' Raymond Braine | Olympisch Stadion, Amsterdam Toeschouwers: 30.000 Scheidsrechter: Achilles Gama (ITA) |

|                                                                         |                                                       |       |                  |                                                                         |
| 2 december Vriendschappelijk № 101 «onderlinge duels» 14:30 uur (UTC+1) | Italië                                                | 3 – 2 | Nederland        | San Siro, Milaan Toeschouwers: 19.000 Scheidsrechter: Eugen Braun (AUT) |
| 2 december Vriendschappelijk № 101 «onderlinge duels» 14:30 uur (UTC+1) | Julio Libonatti 26', 48' Adolfo Baloncieri 82' (pen.) |       | 20', 35' Wim Tap | San Siro, Milaan Toeschouwers: 19.000 Scheidsrechter: Eugen Braun (AUT) |

### 1929
|                                                                   |                                                                     |       |                                   |                                                                                    |
| 17 maart Vriendschappelijk № 102 «onderlinge duels» 14:30 (UTC+1) | Nederland                                                           | 3 – 2 | Zwitserland                       | Olympisch Stadion, Amsterdam Toeschouwers: 20.000 Scheidsrechter: Otto Remke (DEN) |
| 17 maart Vriendschappelijk № 102 «onderlinge duels» 14:30 (UTC+1) | Rudolf Ramseyer 42' (e.d.) Beb Bakhuijs 43' Dolf van Kol 51' (pen.) |       | 59' André Abegglen 65' Rene Grimm | Olympisch Stadion, Amsterdam Toeschouwers: 20.000 Scheidsrechter: Otto Remke (DEN) |

|                                                                    |                                                          |       |                  |                                                                                  |
| 5 mei Vriendschappelijk № 103 «onderlinge duels» 15:30 uur (UTC+1) | België                                                   | 3 – 1 | Nederland        | Olympisch Stadion, Antwerpen Toeschouwers: 30.000 Scheidsrechter: Reg Rudd (ENG) |
| 5 mei Vriendschappelijk № 103 «onderlinge duels» 15:30 uur (UTC+1) | Raymond Braine 40', 73' (pen.) Michel Vanderbauwhede 49' |       | 54' Beb Bakhuijs | Olympisch Stadion, Antwerpen Toeschouwers: 30.000 Scheidsrechter: Reg Rudd (ENG) |

|                                                                     |                                                                                |       |                       |                                                                                    |
| 9 juni Vriendschappelijk № 104 «onderlinge duels» 14:00 uur (UTC+1) | Zweden                                                                         | 6 – 2 | Nederland             | Olympisch Stadion, Stockholm Toeschouwers: 17.000 Scheidsrechter: Otto Remke (DEN) |
| 9 juni Vriendschappelijk № 104 «onderlinge duels» 14:00 uur (UTC+1) | Albin Dahl 11' Sven Rydell 17', 70', 77' Cor Kools 74' (e.d.) John Nilsson 84' |       | 74', 80' Felix Smeets | Olympisch Stadion, Stockholm Toeschouwers: 17.000 Scheidsrechter: Otto Remke (DEN) |

|                                                                      |                                              |       |                                                |                                                                                   |
| 12 juni Vriendschappelijk № 105 «onderlinge duels» 19:30 uur (UTC+1) | Noorwegen                                    | 4 – 4 | Nederland                                      | Ullevaalstadion, Oslo Toeschouwers: 14.000 Scheidsrechter: Lauritz Andersen (DEN) |
| 12 juni Vriendschappelijk № 105 «onderlinge duels» 19:30 uur (UTC+1) | Jørgen Juve 39', 44', 53' Einar Andersen 81' |       | 10', 89' Cor Kools 16' Wim Tap 27' Gep Landaal | Ullevaalstadion, Oslo Toeschouwers: 14.000 Scheidsrechter: Lauritz Andersen (DEN) |

|                                                                            |                       |       |                                                     |                                                                                          |
| 3 november Vriendschappelijk № 106 «onderlinge duels» 14:00 uur (UTC+0:20) | Nederland             | 1 – 4 | Noorwegen                                           | Olympisch Stadion, Amsterdam Toeschouwers: 19.000 Scheidsrechter: Henri Christophe (BEL) |
| 3 november Vriendschappelijk № 106 «onderlinge duels» 14:00 uur (UTC+0:20) | Jan van den Broek 19' |       | 9', 22' Jørgen Juve 39', 70' Sverre Berg-Johannesen | Olympisch Stadion, Amsterdam Toeschouwers: 19.000 Scheidsrechter: Henri Christophe (BEL) |

## Samenvatting
| 1920 - 1929       | 1920 - 1929     | 1920 - 1929 | 1920 - 1929 | 1920 - 1929 | 1920 - 1929 | 1920 - 1929 | 1920 - 1929 |                   | 1905 - 1929     | 1905 - 1929 | 1905 - 1929 | 1905 - 1929 | 1905 - 1929 | 1905 - 1929 | 1905 - 1929 | 1905 - 1929 |
| Competitie        | Totaal gespeeld | Winst       | Gelijk      | Verlies     | Doelpunten  | Doelpunten  | Doelpunten  | Competitie        | Totaal gespeeld | Winst       | Gelijk      | Verlies     | Doelpunten  | Doelpunten  | Doelpunten  |             |
| Competitie        | Totaal gespeeld | Winst       | Gelijk      | Verlies     | Voor        | Tegen       | Saldo       | Competitie        | Totaal gespeeld | Winst       | Gelijk      | Verlies     | Voor        | Tegen       | Saldo       |             |
| ----------------- | --------------- | ----------- | ----------- | ----------- | ----------- | ----------- | ----------- | ----------------- | --------------- | ----------- | ----------- | ----------- | ----------- | ----------- | ----------- | ----------- |
| Olympische Spelen | 12              | 5           | 2           | 5           | 25          | 22          | +3          | Olympische Spelen | 18              | 9           | 2           | 7           | 44          | 34          | +10         |             |
| Vriendschappelijk | 49              | 17          | 15          | 17          | 121         | 86          | +35         | Vriendschappelijk | 88              | 38          | 19          | 31          | 245         | 218         | +27         |             |
| Totaal            | 61              | 22          | 17          | 22          | 146         | 108         | +38         | Totaal            | 106             | 47          | 21          | 38          | 289         | 252         | +37         |             |

KNVB ·
A-internationals ·
Bondscoaches (m) ·
Topscorers ·
Nederlands vrouwenelftal ·
Bondscoaches (v) ·
Nederland B ·
Olympisch elftal ·
Jong Oranje ·
Nederland –20 ·
Nederland –19 ·
Nederland –18 ·
Nederland –17 ·
Nederland –16 ·
Nederland –15 ·
Nederlands amateurelftal ·
Nederlands zaterdagelftal ·
Jong OranjeLeeuwinnen ·
Vrouwen –20 ·
Vrouwen –19 ·
Vrouwen –18 ·
Vrouwen –17 ·
Vrouwen –16 ·
Vrouwen –15 ·
Militair mannenelftal ·
Militair vrouwenelftal ·
Strandteam ·
Vrouwen Strandteam ·
Futsalteam ·
Vrouwen Futsalteam

EK-wedstrijden ·
WK-wedstrijden ·
Resultaten kwalificaties en eindronden ·
Nederland B-wedstrijden ·
Officieuze wedstrijden ·
EK-wedstrijden vrouwen ·
WK-wedstrijden vrouwen ·
Resultaten vrouwen kwalificaties en eindronden
1905 – 1919 ·
1920 – 1929 ·
1930 – 1939 ·
1940 – 1949 ·
1950 – 1959 ·
1960 – 1969 ·
1970 – 1979 ·
1980 – 1989 ·
1990 – 1999 ·
2000 – 2009 ·
2010 – 2019 ·
2020 – 2029
2015 ·
2016 ·
2017 ·
2018 ·
2019 ·
2020 ·
2021 · 
2022
EK's: 1976 · 
1980 · 
1988 · 
1992 · 
1996 · 
2000 · 
2004 · 
2008 · 
2012 · 
2020 · 
2024
WK's: 1934 · 
1938 · 
1974 · 
1978 · 
1990 · 
1994 · 
1998 · 
2006 · 
2010 · 
2014 · 
2022
OS: 1908 ·
1912 ·
1920 ·
1924 ·
1928 ·
1948 ·
1952 ·
2008
Albanië ·
Andorra ·
Argentinië ·
Armenië ·
Australië ·
België ·
Bosnië en Herzegovina ·
Brazilië ·
Bulgarije ·
Canada ·
Chili ·
China ·
Colombia ·
Costa Rica ·
Curaçao ·
Cyprus ·
DDR ·
Denemarken ·
Duitsland ·
Ecuador ·
Egypte ·
Engeland ·
Estland ·
Faeröer ·
Finland ·
Frankrijk ·
GOS · 
Georgië ·
Ghana ·
Gibraltar ·
Griekenland ·
Hongarije ·
Ierland ·
IJsland ·
Indonesië ·
Iran ·
Israël ·
Italië ·
Ivoorkust ·
Japan ·
Joegoslavië ·
Kameroen ·
Kazachstan ·
Kroatië ·
Letland ·
Liechtenstein ·
Luxemburg ·
Malta ·
Marokko ·
Mexico ·
Moldavië ·
Montenegro ·
Nederlandse Antillen ·
Nigeria ·
Noord-Ierland ·
Noord-Macedonië ·
Noorwegen ·
Oekraïne ·
Oostenrijk ·
Paraguay ·
Peru ·
Polen ·
Portugal ·
Qatar ·
Roemenië ·
Rusland ·
Saarland ·
San Marino ·
Saoedi-Arabië ·
Schotland ·
Senegal ·
Servië en Montenegro ·
Slovenië ·
Slowakije ·
Sovjet-Unie ·
Spanje ·
Suriname ·
Thailand ·
Tsjechië ·
Tsjecho-Slowakije ·
Tunesië ·
Turkije ·
Uruguay ·
Verenigd Koninkrijk ·
Verenigde Staten ·
Wales ·
Wit-Rusland ·
Zuid-Afrika ·
Zuid-Korea ·
Zweden ·
Zwitserland
Argentinië (1978) ·
Argentinië (2006) ·
Argentinië (2014) ·
Argentinië (2022) ·
Australië (2014) ·
Brazilië (2014) ·
Chili (2014) · 
Costa Rica (2014) ·
Denemarken (2010) ·
Denemarken (2012) ·
Duitsland (2012) · 
Ecuador (2022) · 
Frankrijk (2008) ·
Italië (2008) ·
Ivoorkust (2006) ·
Japan (2010) ·
Kameroen (2010) ·
Mexico (2014) · 
Noord-Macedonië (2021) · 
Oekraïne (2021) · 
Oostenrijk (2021) · 
Portugal (2006) ·
Portugal (2012) ·
Portugal (2019) ·
Qatar (2022) ·
Roemenië (2008) ·
Rusland (2008) ·
San Marino (2011) ·
Senegal (2022) ·
Servië en Montenegro (2006) ·
Sovjet-Unie (1988) ·
Spanje (2010) ·
Spanje (2014) ·
Tsjechië (2021) · 
Uruguay (2010) ·
Verenigde Staten (2022) · 
West-Duitsland (1974)
België · Bulgarije · Denemarken · Duitsland · Engeland · Estland · Finland · Frankrijk · Griekenland · Hongarije · Ierland · Italië · Joegoslavië · Letland · Litouwen · Luxemburg · Nederland · Noord-Ierland · Noorwegen · Oostenrijk · Polen · Portugal · Roemenië · Schotland · Sovjet-Unie · Spanje · Tsjecho-Slowakije · Turkije · Wales · Zweden · Zwitserland